# PartyNextDoor
Jahron Anthony Brathwaite (Mississauga, 3 de julho de 1993), mais conhecido pelo nome artístico de PartyNextDoor, é um cantor, compositor, rapper e produtor musical canadense. Além de trabalhar com artistas como Zayn, Halsey e Big Sean, ficou conhecido por compor a faixa "Work" de Rihanna – que permaneceu no topo da Billboard Hot 100 por nove semanas. Sua parceria com Drake em "Come and See Me" (2016) lhe rendeu uma indicação ao Grammy Award de Melhor Canção de R&B.